# Оук-Лон (Іллінойс)
Оук-Лон (англ. Oak Lawn) — селище (англ. village) в США, в окрузі Кук штату Іллінойс. Населення — 58 362 особи (2020).

## Географія
Оук-Лон розташований за координатами 41°42′48″ пн. ш. 87°45′9″ зх. д. / 41.71333° пн. ш. 87.75250° зх. д. (41.713436, -87.752560).  За даними Бюро перепису населення США в 2010 році селище мало площу 22,26 км², з яких 22,26 км² — суходіл та 0,00 км² — водойми.

## Демографія
Згідно з переписом 2010 року, у селищі мешкало 56 690 осіб у 22 361 домогосподарстві у складі 14 397 родин. Густота населення становила 2547 осіб/км².  Було 23517 помешкань (1056/км²).
Расовий склад населення:
| - 85,2 % — білих - 5,2 % — чорних або афроамериканців - 2,2 % — азіатів - 0,2 % — корінних американців - 5,3 % — осіб інших рас |

До двох чи більше рас належало 1,9 %. Частка іспаномовних становила 14,3 % від усіх жителів.
За віковим діапазоном населення розподілялося таким чином: 21,8 % — особи молодші 18 років, 60,2 % — особи у віці 18—64 років, 18,0 % — особи у віці 65 років та старші. Медіана віку мешканця становила 41,2 року. На 100 осіб жіночої статі у селищі припадало 90,9 чоловіків;  на 100 жінок у віці від 18 років та старших — 86,7 чоловіків також старших 18 років.
Середній дохід на одне домашнє господарство  становив 69 397 доларів США (медіана — 56 185), а середній дохід на одну сім'ю — 82 138 доларів (медіана — 71 413). Медіана доходів становила 53 782 долари для чоловіків та 41 904 долари для жінок. За межею бідності перебувало 10,8 % осіб, у тому числі 17,4 % дітей у віці до 18 років та 6,0 % осіб у віці 65 років та старших.
Цивільне працевлаштоване населення становило 25 461 осіб. Основні галузі зайнятості: освіта, охорона здоров'я та соціальна допомога — 24,1 %, роздрібна торгівля — 11,7 %, науковці, спеціалісти, менеджери — 10,4 %, виробництво — 10,2 %.